# 鹿児島県道・宮崎県道102号木場吉松えびの線
鹿児島県道・宮崎県道102号木場吉松えびの線（かごしまけんどう・みやざきけんどう102ごう こばよしまつえびのせん）は、鹿児島県姶良郡湧水町から宮崎県えびの市に至る一般県道である。

## 概要
鹿児島県側は、栗野駅から吉松駅の間JR九州肥薩線とほぼ並行している。

### 路線データ
- 起点：鹿児島県姶良郡湧水町木場（鹿児島県道・宮崎県道103号栗野停車場えびの高原線交点）
- 終点：宮崎県えびの市大字小田（国道268号交点）

## 歴史
- 1967年（昭和42年）
  - 3月20日 - 鹿児島県告示219号により鹿児島県側の路線認定[1]
  - 3月28日 - 宮崎県告示223号により宮崎県側の路線認定[2]。

## 路線状況

### 重複区間
- 国道447号（宮崎県えびの市大字内竪 - えびの市大字水流（つる））
- 宮崎県道408号矢岳高原京町線（宮崎県えびの市大字水流 - えびの市大字昌明寺）

## 地理

### 通過する自治体
- 鹿児島県
  - 姶良郡湧水町
- 宮崎県
  - えびの市

### 交差する道路
| 交差する道路                                                    | 都道府県名 | 市町村名 | 市町村名 | 交差する場所     | 交差する場所 |
| --------------------------------------------------------------- | ---------- | -------- | -------- | ---------------- | ------------ |
| 鹿児島県道・宮崎県道103号栗野停車場えびの高原線                 | 鹿児島県   | 姶良郡   | 湧水町   | 木場             | 起点         |
| 国道268号                                                       | 鹿児島県   | 姶良郡   | 湧水町   | 木場             | 船渡橋交差点 |
| 鹿児島県道442号吉松停車場線                                     | 鹿児島県   | 姶良郡   | 湧水町   | 川西             |              |
| 鹿児島県道448号川西菱刈線                                       | 鹿児島県   | 姶良郡   | 湧水町   | 川西             |              |
| 国道447号 重複区間起点                                          | 宮崎県     | えびの市 | えびの市 | 大字内竪         |              |
| 国道447号 重複区間終点 宮崎県道408号矢岳高原京町線 重複区間起点 | 宮崎県     | えびの市 | えびの市 | 大字水流（つる） |              |
| 宮崎県道408号矢岳高原京町線 重複区間終点                        | 宮崎県     | えびの市 | えびの市 | 大字昌明寺       |              |
| 国道268号                                                       | 宮崎県     | えびの市 | えびの市 | 大字小田         | 終点         |

### 交差する鉄道
- 肥薩線
- 吉都線

### 沿線
- 湧水町立吉松中学校
- JR九州肥薩線 吉松駅
- 日章学園九州国際高等学校